# Fabrica de țigarete „Belvedere“
Fabrica de țigarete „Belvedere“ este un monument istoric poziționat în cartierul bucureștean Giulești. Fabrica, cunoscută inițial sub denumirea de Atelierele pentru manufactura de tutun „Belvedere”, a fost construită de Effingham Grant în 1864